# Emil Salomonsson
Karl Emil Salomonsson (Örkelljunga, 28 aprile 1989) è un ex calciatore svedese, di ruolo difensore.

## Carriera

### Club
Salomonsson è cresciuto nell'Ekets GoIF, ma nel 2004 è entrato nel settore giovanile dell'Ängelholm per poi essere aggregato alla prima squadra due anni più tardi. Qui ha attirato l'attenzione di alcuni club di Allsvenskan, tra cui IFK Göteborg, Helsingborg e Halmstad, svolgendo provini in tutti e tre i casi.
All'inizio della stagione 2008 finisce per firmare proprio con l'Halmstad, ma di comune accordo rimane in prestito all'Ängelholm grazie a un prestito inizialmente valido fino al 1º luglio e poi prorogato fino al termine del campionato di Superettan 2008. Ad Halmstad ha giocato principalmente nel ruolo di terzino destro, anche se durante la partita contro il Kalmar il 9 agosto 2009 è stato schierato come attaccante.
Il 30 agosto 2011 è stato ufficializzato il suo passaggio all'IFK Göteborg. Nei primi mesi non ha trovato molto spazio, ma dopo la partenza di Adam Johansson, avvenuta nel dicembre 2011, è stato di fatto promosso a titolare. Anche qui ha continuato a giocare principalmente come terzino, ma in casi più rari anche come ala destra.
Il 30 settembre 2014 ha prolungato il suo contratto fino al termine della stagione 2018. Nonostante il ruolo difensivo, nel 2016 è stato il secondo miglior marcatore della squadra con 7 reti segnate. Le stagioni 2017 e 2018 si sono rivelate piuttosto deludenti per la squadra biancoblù, che ha chiuso rispettivamente al 10º posto e all'11º posto in classifica. Dopo 293 presenze tra campionato e coppe ottenute negli otto anni di permanenza con la maglia dell'IFK Göteborg, nel dicembre 2018 Salomonsson ha così deciso di lasciare il club – con cui era in scadenza contrattuale – per intraprendere un nuovo percorso.
La sua carriera è continuata in Giappone con il passaggio ai vice campioni nazionali del Sanfrecce Hiroshima, che nel frattempo si erano qualificati per la AFC Champions League 2019. Il 23 febbraio 2019, nella prima giornata della J1 League 2019, Salomonsson ha segnato con un destro al volo la rete del definitivo 1-1 casalingo contro lo Shimizu S-Pulse. Chiuderà la stagione con 19 presenze e due reti.
Per il campionato 2020 invece il giocatore è stato girato in prestito all'Avispa Fukuoka, militante in J2 League, venendo poi acquisito a titolo definitivo nel gennaio 2021.
Salomonsson è tornato al suo vecchio club svedese dell'IFK Göteborg nel gennaio 2022, alla riapertura della finestra di mercato, con un contratto di tre anni. Dopo un ottavo posto nell'Allsvenskan 2022, una salvezza sofferta nell'edizione 2023 e una nuova salvezza ottenuta all'ultima giornata in un'Allsvenskan 2024 in cui il giocatore ha raramente trovato spazio da titolare, il suo contratto non è stato rinnovato dalla dirigenza biancoblù, segnando così la fine della sua permanenza, che ha visto un totale di 392 gare ufficiali giocate considerando anche la precedente parentesi. Nel gennaio 2025 Salomonsson si è allenato con un club di quarta serie, il Tvååkers IF, ma poi il 3 febbraio ha annunciato il ritiro dal calcio giocato attraverso un post su Instagram.

### Nazionale
Ha giocato nelle nazionali giovanili svedesi Under-17, Under-19 ed Under-21.
Tra il 2011 ed il 2017 ha totalizzato complessivamente 8 presenze ed una rete con la maglia della nazionale maggiore svedese.

## Palmarès

### Club

#### Competizioni nazionali
- Coppa di Svezia: 2

IFK Göteborg: 2012-2013, 2014-2015